# Cremastus inyoensis
Cremastus inyoensis är en stekelart som beskrevs av Dasch 1979. Cremastus inyoensis ingår i släktet Cremastus och familjen brokparasitsteklar. Inga underarter finns listade i Catalogue of Life.